# Arturo D'Onofrio
Arturo D'Onofrio (Visciano, 8 août 1914 – Visciano, 3 novembre 2006) est un prêtre catholique italien, fondateur de deux instituts de vie consacrée : les Missionnaires de la Divine Rédemption et les Petites apôtres de la Rédemption, pour l'assistance des orphelins et des abandonnés. La cause pour sa béatification a été engagée par l'Église catholique.

## Biographie
Entré au séminaire en 1926, il est animé du désir d'annoncer à tous le mystère du salut des âmes et intègre alors l'Institut pontifical des missions étrangères. En 1937, c'est pour des raisons de santé qu'il doit l'abandonner. Il est alors accueilli par l'évêque de Nola, Mgr Melchiori, où il complète ses études en théologie. Il y fait la connaissance de saint Louis Orione et a comme confesseur saint Jean Calabria. Ordonné prêtre en 1938, don Arturo confie à son évêque son projet de donner naissance à une œuvre pour la jeunesse défavorisée de la région. Il obtient l'autorisation de se retirer dans son pays natal pour quelques mois.
Contraint de rester à Visciano par la Seconde Guerre mondiale, c'est en 1943 qu'il fonde les Petites apôtres de la Rédemption. Au lendemain du conflit, il oriente l'institut vers l'assistance des orphelins et fondera des maisons pour les accueillir. Il donnera naissance à une branche masculine : les Missionnaires de la Divine Rédemption, qui ont pour but l'apostolat et l'assistance des abandonnés et des marginalisés. Don Arturo lance aussi la revue Redenzione, une maison d'édition en 1952 et une radio en 1976. Son œuvre se répand d'abord à travers toute l'Italie avant de s'étendre au monde, venant au service de centaines d'enfants et de jeunes.
Les dernières années de sa vie, don Arturo mène une vie retirée et austère, au sanctuaire de la Madonna del Carpinello, où il exerce le ministère de la confession, de la prédication et de l'accompagnement spirituel notamment auprès de la jeunesse. Mort le 3 novembre 2006, ses funérailles attirent une foule de 4 000 personnes.

## Béatification
La cause pour la béatification et canonisation d'Arturo D'Onofrio débute le 3 novembre 2012 dans le diocèse de Nola. La phase diocésaine s'est clôturée le 19 novembre 2014 puis est envoyée à Rome où elle est à l'étude à la Congrégation pour les causes des saints.